# Zahodnopoleščina
Zahodnopoleščina ali zahodnopoleski jezik (zahydnepoliskaja mova, svjoa mpva) je osamosvojen vzhodnoslovanski jezik, ki temelji na zahodnopoleskih narečjih brestovske regije v Belorusiji. V jeziku se združujejo tako značilnosti beloruskega kot ukrajinskega jezika.